# 休·狄龙
休·狄龙（英語：Hugh Dillon，1963年5月21日—）是一位加拿大音乐人和演员，他是游戏《求生之路2》中Nick的配音。狄龙是朋克乐队Headstones的主唱，还是一名电影电视演员，知名的角色有Durham County中的Mike Sweeney，闪点行动 (电视剧)中的Ed Lane。